# Albert D. Schroeder
Albert D. Schroeder (ur. 1911 roku w Saginaw w stanie Michigan, Stany Zjednoczone; zm. 8 marca 2006 w Nowym Jorku w Stanach Zjednoczonych) – amerykański działacz religijny, członek Ciała Kierowniczego Świadków Jehowy.

## Życiorys
Po przerwaniu studiów językoznawczych i technicznych na Uniwersytecie Stanu Michigan, został pełnoczasowym kaznodzieją Świadków Jehowy. W 1932 roku został członkiem rodziny Betel w Brooklynie w Nowym Jorku. W 1937 roku Towarzystwo Strażnica powierzyło mu nadzór nad działalnością Świadków Jehowy w Wielkiej Brytanii. W sierpniu 1942 roku został deportowany do Stanów Zjednoczonych.
Rozpoczął przygotowania do otwarcia Biblijnej Szkoły Strażnicy – Gilead. Był przewodniczącym jej komitetu organizacyjnego. W późniejszym okresie był jednym z jej wykładowców, oraz sekretarzem tej szkoły. Kształcił także uczestników Kursu Służby Królestwa. W 1956 roku ożenił się z Charlotte Bowin, absolwentką pierwszej klasy Biblijnej Szkoły Strażnicy – Gilead. Po ukończeniu szkoły usługiwała ona jako misjonarka w Meksyku oraz Salwadorze. W 1958 roku urodził im się syn – Judah Ben. 28 listopada 1974 roku Albert D. Schroeder został członkiem Ciała Kierowniczego, i usługiwał jako jego członek do śmierci w dniu 8 marca 2006 roku.